# Adrien Hunou
Adrien Hunou (Évry, 19 januari 1994) is een Frans voetballer die bij voorkeur als  aanvaller speelt. Hij speelt bij Minnesota United FC.

## Carrière
Hunou komt uit de jeugdopleiding van Stade Rennais. Hij debuteerde op 25 augustus 2013 in de Ligue 1 tegen Évian Thonon Gaillard FC. Sindsdien speelde hij vier wedstrijden. Hij heeft een doorlopend contract tot medio 2014. Hunou is tevens Frans jeugdinternational. Hij heeft vijftien caps en vier doelpunten op zijn naam voor Frankrijk -19.
Na elf jaar bij Rennes trok Hunou naar Amerika om te gaan voetballen bij Minnesota United. De club betaalde circa €3.000.000,- voor hem.

## Clubstatistieken
| Seizoen | Club            | Land      | Competitie | Wed. | Doelp. |
| ------- | --------------- | --------- | ---------- | ---- | ------ |
| 2013/14 | Stade Rennais   | Frankrijk | Ligue 1    | 16   | 0      |
| 2014/15 | → Clermont Foot | Frankrijk | Ligue 2    | 14   | 4      |
| 2015/16 | → Clermont Foot | Frankrijk | Ligue 2    | 33   | 7      |
| 2016/17 | Stade Rennais   | Frankrijk | Ligue 1    | 22   | 1      |
| 2017/18 | Stade Rennais   | Frankrijk | Ligue 1    | 24   | 5      |
| 2018/19 | Stade Rennais   | Frankrijk | Ligue 1    | 19   | 7      |
| 2019/20 | Stade Rennais   | Frankrijk | Ligue 1    | 23   | 8      |
| 2020/21 | Stade Rennais   | Frankrijk | Ligue 1    | 20   | 4      |
| Totaal  | Totaal          | Totaal    | Totaal     | 171  | 36     |

## Erelijst
| Coupe de France | 1x | 2018/19 |